# 어맨다 사이프리드
어맨다 미셸 사이프리드(영어: Amanda Michelle Seyfried, 아만다 사이프리드, 1985년 12월 3일 ~ )은 미국의 배우, 모델이다. 사이프리드는 11살때부터 어린이 모델로 활동했고, 15살부터는 드라마 《애즈 더 월드 턴즈》와 《올 마이 칠드런》에 출연하면서 배우로 데뷔했다.
2004년에는 《퀸카로 살아남는 법》에 출연하면서 영화 데뷔를 했다. 이후 《나인 라이브즈》 (2005), 《알파 독》 (2006)에서 조연으로 출연했고, 2004년부터 2006년까지 UPN TV 드라마 《베로니카 마스》에 출연했다. 또 2006년부터 2011년까지 드라마 HBO의 드라마 《빅 러브》에도 출연했다. 2008년에는 뮤지컬 영화 《맘마 미아!》에 출연했다. 이후 《죽여줘! 제니퍼》 (2009), 《클로이》 (2009), 《디어 존》 (2010), 《레터스 투 줄리엣》 (2010), 《레드 라이딩 후드》 (2011), 《인 타임》 (2011), 《곤》 (2012)에 주연으로 출연하며 꾸준히 영화 활동을 했다. 2012년에는 《레 미제라블》에서 코제트 역으로 출연했고, 2013년 린다 러브레이스의 전기영화 《러브레이스》에 출연했다.

## 생애

### 어린 시절
사이프리드는 미국 펜실베이니아주 리하이 밸리 지역 앨런타운에서 태어났다. 그녀는 앨런타운에 있는 윌리엄 앨런 고등학교를 2003년에 졸업하였다. 뉴욕 시에 있는 포드햄 대학교에 등록하였다. 10대 시절, 그녀의 사진이 세 차례 Francine Pascal의 저작물 표지에 실린 바 있었다. 형제자매로 여동생 제니퍼가 있다. 아만다는 프랑스인, 이탈리아인, 스웨덴인의 조상의 후손이다.

### 초기 (2006–2011)
사이프리드는 11세부터 모델 일을 시작하였다. 낮 시간 동안 방영되는 드라마 《가이딩 라이트》에 출연하였다. 2000년에는 CBS 드라마 《As the World Turns》에서 루시 몽고메리 역을 맡았다. 2002년에는 ABC 드라마 《All My Children》에서 조니 스태퍼드 역을 맡았다.
2004년, 사이프리드는 십대 취향의 영화 《퀸카로 살아남는 법》에 출연함으로써 배우로서 큰 성장을 했다. 여기서 그녀는 "플라스틱들"중에 가장 지적 능력이 떨어지는 캐런 스미스 역을 맡았다. 영화 《퀸카로 살아남는 법》에서 사이프리드는 처음에는 리자이나 조지 역에 대한 오디션을 보았었다. 그녀는 리자이나 조지 혹은 케이디 헤런 역 중 어느 역이든 하기로 잠정 내정되어 있었다. 결국 그녀는 리자이나 조지의 오른팔 캐런 스미스 역으로 캐스팅되었다. 다른 두 개의 역은 각각 레이철 매캐덤스와 린지 로언에게로 돌아갔다.
2005년, 사이프리드는 《나인 라이브즈》에 출연하였다. 나인 라이브즈를 구성하는 9개의 파트 중 1개의 파트에서 주연을 맡았다. 그녀의 텔레비전 드라마 출연은 계속되었다. 사이프리드는 UPN의 《베로니카 마스》에 출연하였다. 처음에는 주역 오디션을 보았지만 이 역할은 크리스틴 벨에게 돌아갔고 사이프리드는 그 친구 역할이자 살해당한 여성인 릴리 케인 역을 맡았다. 릴리 역을 연기하면서, 그녀는 드라마에서 일련의 플래시백을 통해, 릴리 케인의 꿈과 비전을 보여주었는데, 회사 중역의 딸이자 10대 소녀로서 거칠고, 스타일리시하고, 명랑한 역을 잘 해냈다. 릴리 케인은 《트윈 픽스》의 로라 파머 캐릭터와 종종 비교되곤 한다. 로라 파머 역시 죽은 것으로 설정된 역이며, 플롯에 전개됨에 따라 일련의 플래시백에 등장한다. 사이프리드는 《베로니카 마스》의 1시즌에는 많이 출연하나, 2시즌에서는 프리미어 및 피날레에 잠깐 등장한다.

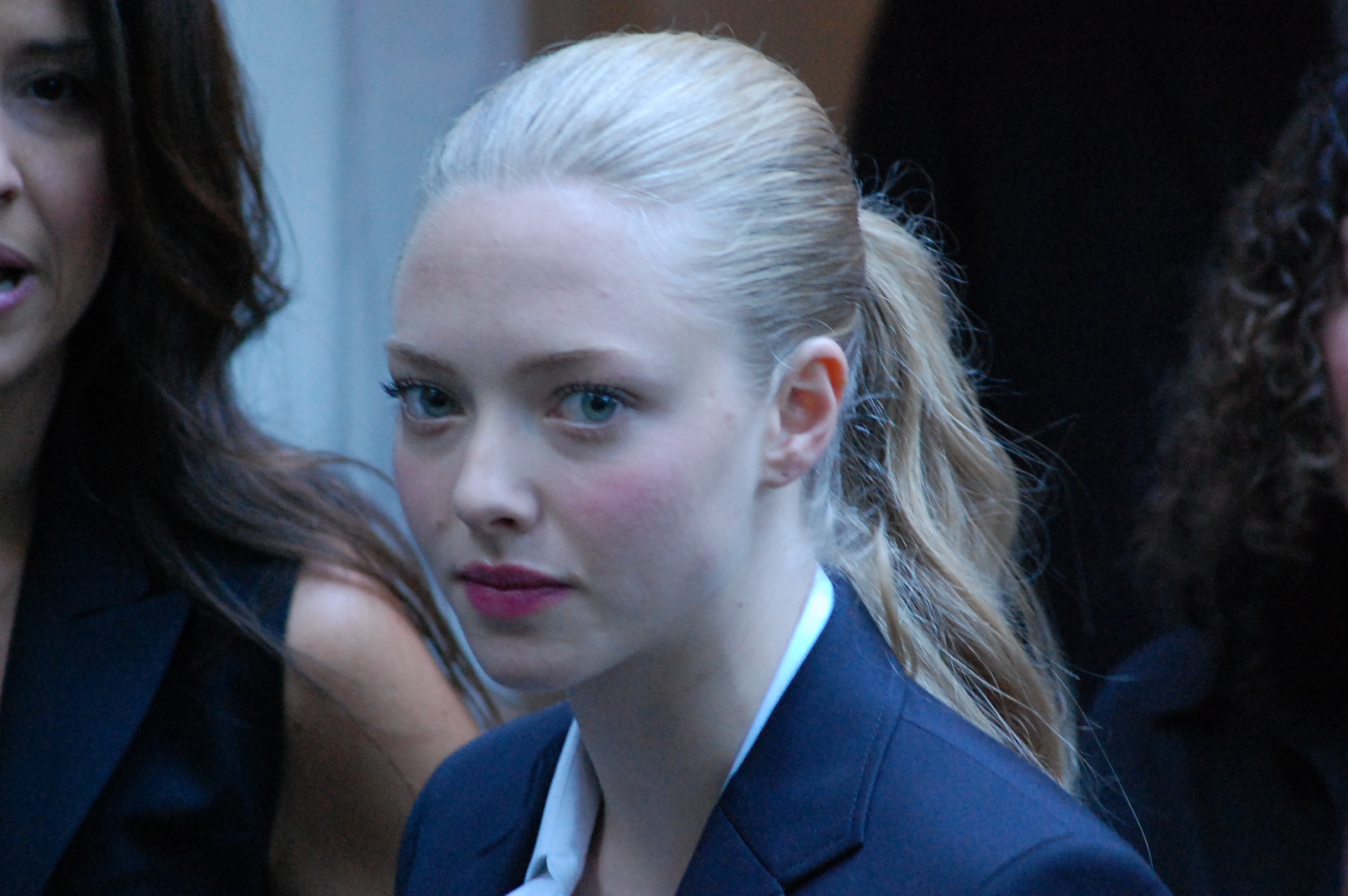
2009년 토론토 국제 영화제에서의 사이프리드.

프라임타임 드라마인 《하우스》, 《저스티스》, 《Law & Order : 성범죄전담반》, 《CSI과학수사대》 등에서  카메오 출연을 하거나 단역 게스트 역을 맡아 연기하였다. 《 와일드파이어 》에서는 리베카 역을 맡았다. 드라마 시리즈 《빅 러브》에서는 주연 세라 헨릭슨 역을 맡았다.
그녀는 2007년 영화 《알파 독》, 《솔스티스》에서 조연으로 출연하였다. 2008년 뮤지컬 영화 《맘마 미아!》에서 소피 역을 맡아 메릴 스트리프, 피어스 브로스넌 등과 함께 출연하였다.
사이프리드는 공포 영화 《죽여줘! 제니퍼》에 합류하였다. 《주노》에 이어 작가 디아블로 코디가 각본을 쓴 영화이다. 사이프리드는 주연의 친구 역을 맡았다. 촬영은 3월부터 시작된 것으로 알려졌다.
2010년《클로이》에서 치명적 팜므파탈인 주인공 클로이 역을 맡았다.
2011년 레오나르도 디카프리오가 제작한, 동화 빨간 모자를 원작으로 한 영화 《레드 라이딩 후드》와 저스틴 팀버레이크와 함께《인타임》에 출연하였다.

### 최근 활동 (2012–현재)
사이프리드는 2012년 초에 개봉한 스릴러 영화 《곤》에 출연했다. 같은 해에는 동명의 뮤지컬을 원작으로 한 뮤지컬 영화 《레 미제라블》에 코제트 역으로 출연했다.
2013년에는 코미디 영화 《빅 웨딩》에 출연했고 애니메이션 영화 《에픽: 숲속의 전설》에 성우로 출연했다. 또 롭 엡스타인과 제프리 프리드먼이 감독을 맡은 린다 러브레이스의 전기영화 《러브레이스》에 주연으로 출연했다.

## 필모그래피

### 영화
| 연도 | 제목                             | 역할                     | 비고            |
| ---- | -------------------------------- | ------------------------ | --------------- |
| 2004 | 퀸카로 살아남는 법               | 캐런 스미스              |                 |
| 2005 | 나인 라이브즈                    | 서맨사                   |                 |
| 2005 | 아메리칸 건                      | 마우스                   |                 |
| 2006 | 알파 독                          | 줄리 베클리              |                 |
| 2006 | Gypsies, Tramps & Thieves        | 크리시                   | 단편 영화       |
| 2008 | 썸머 솔스티스                    | 조                       |                 |
| 2008 | 맘마 미아!                       | 소피 셰리던              |                 |
| 2008 | Official Selection               | 에밀리                   | 단편 영화       |
| 2009 | 부기우기: 상위 1%의 섹스         | 페이지 오펜하이머        |                 |
| 2009 | 죽여줘! 제니퍼                   | 니디 렌스니키            |                 |
| 2009 | 클로이                           | 클로이 스위니            |                 |
| 2010 | 디어 존                          | 서배나 린 커티스         |                 |
| 2010 | 레터스 투 줄리엣                 | 소피 홀                  |                 |
| 2010 | 어 백 오브 해머스                | 어맨다                   |                 |
| 2011 | 레드 라이딩 후드                 | 밸러리                   |                 |
| 2011 | 인 타임                          | 실비아 웨이스            |                 |
| 2012 | 레 미제라블                      | 코제트                   |                 |
| 2012 | 러브레이스                       | 린다 러브레이스          |                 |
| 2012 | 로스트                           | 질 콘웨이                |                 |
| 2013 | 디 엔드 오브 러브                | 자신                     | 카메오          |
| 2013 | 빅 웨딩                          | 미시 오코너              |                 |
| 2013 | 에픽: 숲속의 전설                | 메리 캐서린 (더빙)       | 애니메이션 영화 |
| 2013 | 피트 앤 고트                     |                          |                 |
| 2014 | 밀리언 웨이즈                    | 루이즈                   |                 |
| 2014 | Dog Food                         | 에바                     | 단편영화        |
| 2014 | 와일 위아 영                     | 다비                     |                 |
| 2014 | 원더풀 투나잇                    |                          |                 |
| 2014 | 더 걸 후 컨드 아이비 리그        |                          |                 |
| 2015 | 테드 2                           | 서맨사 잭슨              |                 |
| 2015 | 유니티                           | 내레이션                 | 다큐멘터리      |
| 2015 | 팬                               | 메리                     |                 |
| 2015 | 러브 더 쿠퍼스                   | 루비                     |                 |
| 2015 | 파더 앤 도터                     | 케이티 데이비스          |                 |
| 2015 | 더 소셜 라이프                   |                          |                 |
| 2017 | 더 라스트 워드                   | 앤 셔먼                  |                 |
| 2017 | 더 클래퍼                        | 주디                     |                 |
| 2017 | 내가 죽기 전에 가장 듣고 싶은 말 | 앤                       |                 |
| 2017 | 아논                             | 익명의 소녀              |                 |
| 2018 | 그링고                           | 써니                     |                 |
| 2018 | 퍼스트 리폼드                    | 마리                     |                 |
| 2018 | 맘마미아!2                       | 소피 셰리던              |                 |
| 2019 | 레이싱 인 더 레인                |                          |                 |
| 2020 | 스쿠비!                          | 다프네 블레이크 (목소리) | 애니메이션 영화 |
| 2020 | 맹크                             | 매리언 데이비스          |                 |
| 2021 | 허드 앤 씬                       | 캐서린                   |                 |
| 2023 | 세븐 베일스                      | 지니                     |                 |
| 2025 | 더 테스터먼트 오브 앤 리         | 앤 리                    |                 |
| 2025 | 하우스메이드                     | 니나                     |                 |

### 텔레비전
| 연도      | 제목                          | 역할            | 비고                                 |
| --------- | ----------------------------- | --------------- | ------------------------------------ |
| 1999–2001 | 애즈 더 월드 턴즈             | 루시 몽고메리   | TV 시리즈                            |
| 2002–2003 | 올 마이 칠드런                | 조니 스태퍼드   | TV 시리즈                            |
| 2004      | Law & Order : 성범죄전담반 15 | 탠디 매케인     | 에피소드: "Outcry"                   |
| 2004–2006 | 베로니카 마스                 | 릴리 케인       | 11 에피소드                          |
| 2005      | 하우스                        | 팜              | 에피소드: "Detox"                    |
| 2006      | 와일드파이어                  | 리베카          | 5 에피소드                           |
| 2006      | CSI 6                         | 레이시 핀       | 에피소드: "Rashomama"                |
| 2006      | 저스티스                      | 앤 딕스         | 에피소드: "Pretty Woman"             |
| 2006–2011 | 빅 러브                       | 세라 헨릭슨     | 정기 출연 (44 에피소드)              |
| 2008      | 아메리칸 대드!                | 에이미 (목소리) | 에피소드: "Escape from Pearl Bailey" |
| 2017      | 트윈 픽스                     | 베키 버네트     | 정기출연 (18 에피소드)               |
| 2022      | 드롭아웃                      | 엘리자베스 홈즈 | 주연                                 |
| 2023      | 크라우디드                    | 라이아 굿윈     | 주연                                 |
| 2025      | 롱 브라이트 리버              | 미키            | 8 에피소드                           |

### 연극
| 연도   | 제목              | 역할 | 참고 |
| ------ | ----------------- | ---- | ---- |
| 2015년 | The Way We get By |      |      |

## 수상 및 후보
| 연도 | 시상식                      | 부문                                  | 작품                   | 결과 |
| ---- | --------------------------- | ------------------------------------- | ---------------------- | ---- |
| 2005 | 고담 어워즈                 | 최우수 앙상블 캐스트상                | 《나인 러브》          | 후보 |
| 2005 | 로카르노 국제 영화제        | 브론즈 레오파드상                     | 《나인 러브》          | 수상 |
| 2005 | MTV 무비 어워즈             | 최우수 온스크림 팀상                  | 《퀸카로 살아남는 법》 | 수상 |
| 2009 | 피플스 초이스 어워드        | 가장 좋아하는 캐스트상                | 《맘마 미아!》         | 후보 |
| 2009 | MTV 무비 어워즈             | 여자 신인 연기상                      | 《맘마 미아!》         | 후보 |
| 2010 | 쇼웨스트                    | 올해의 여자신인스타상                 | 빈칸                   | 수상 |
| 2010 | 틴 초이스 어워드            | 초이스 무비: 로맨틱 코미디 여자배우상 | 《레터스 투 줄리엣》   | 후보 |
| 2010 | 틴 초이스 어워드            | 초이스 무비: 드라마 여자배우상        | 《디어 존》            | 후보 |
| 2010 | 틴 초이스 어워드            | 초이스 무비: 케미스트리상             | 《디어 존》            | 후보 |
| 2010 | MTV 무비 어워즈             | 최고의 여자연기상                     | 《디어 존》            | 후보 |
| 2010 | MTV 무비 어워즈             | 최고의 공포연기                       | 《죽여줘! 제니퍼》     | 수상 |
| 2012 | 크리틱스 초이스 영화상      | 최우수 앙상블 연기상                  | 《레 미제라블》        | 수상 |
| 2012 | 피닉스 영화비평가협회상     | 최우수 앙상블 연기상                  | 《레 미제라블》        | 후보 |
| 2012 | 샌디에이고 영화비평가협회상 | 최우수 앙상블 연기상                  | 《레 미제라블》        | 후보 |
| 2012 | 새틀라이트상                | 영화부분 최우수 앙상블 연기상         | 《레 미제라블》        | 수상 |
| 2013 | 미국 배우 조합상            | 영화부분 최우수 연기 캐스팅상         | 《레 미제라블》        | 후보 |